# Nieuwe Meer (water)
De Nieuwe Meer (of 'het' Nieuwe Meer) is een smal meer ten zuidwesten van Amsterdam. Het vormt de verbinding tussen de Schinkel in Amsterdam en de Ringvaart van de Haarlemmermeerpolder. Via de Nieuwe Meersluis (of Schinkelsluis) kan naar de Schinkel worden gevaren die in open verbinding staat met de kanalen in Amsterdam-Zuid en de grachten van Amsterdam. Aan de zuidzijde grenst het meer aan het Amsterdamse Bos. Aan de noordzijde ligt het Jaagpad en het Natuur- en recreatiegebied De Oeverlanden en aan de westzijde ligt het terrein van het voormalige fort aan de Nieuwe Meer en de Militaire Drinkwatervoorziening Nieuwe Meer.
Vanaf 1956 werd de Nieuwe Meer aan de noordzijde sterk vergroot door zandwinning. Een groot deel van de Riekerpolder werd hiervoor vergraven tot Riekerplas, die onderdeel werd van de Nieuwe Meer. Ook de Riekermolen uit 1636 moest in 1956 hiervoor verdwijnen en verhuisde naar de Amsteldijk bij de Kalfjeslaan. Het gewonnen zand werd gebruikt voor de ophoging van de Westelijke Tuinsteden van Amsterdam. Sindsdien heeft het meer een diepte tot zo'n 35 meter.
De Nieuwe Meer wordt vooral voor recreatievaart en recreatievisserij gebruikt. Vooral 's zomers wordt de Nieuwe Meer druk bevaren. Er zijn diverse jachthavens. Op zondagen tussen april en oktober is er een veerverbinding met motorschip 'Helena' tussen de noord- en zuidoever. Ook wordt er veel gewindsurft.
In de vaarroute voor de goederenvaart richting de Amsterdamse binnenstad vormt het meer de verbindende schakel tussen de Ringvaart van de Haarlemmermeerpolder en de Schinkel. Ook is het onderdeel van de Staande Mastroute door Amsterdam.
Vissoorten in de Nieuwe Meer zijn baars, snoek, witvis en paling. Door vervuiling kwam de snoekbaars er bijna niet meer voor. Nu vooral nieuwe aanwas. 
Aan de overkant van de Ringvaart, tegenover de Nieuwe Meer, ligt de buurtschap Nieuwe Meer. Deze buurtschap en het verkeersknooppunt De Nieuwe Meer in de A4 en A10, zijn naar het meer genoemd.

## Bebouwing ten noorden van de Nieuwe Meer
Binnen het plangebied Schinkelkwartier worden te bebouwen / verbouwen gebieden en bebouwing ten westen en ten oosten van de Johan Huizingalaan aangeduid met de projecten 'Nieuwe Meer West' en 'Nieuwe Meer Oost' ('Rieker Business Park').

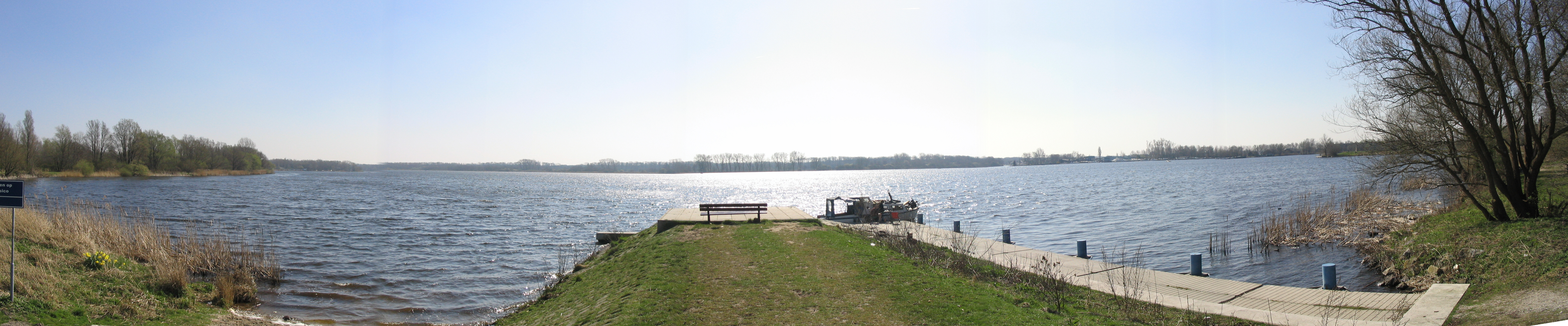
Panorama Nieuwe Meer met uitzicht op het Amsterdamse Bos